# Brichos (série de televisão)
Brichos é uma série de desenho animado brasileira infanto-juvenil animada produzida pela Tecnokena Audiovisual e Multimídia, exibida originalmente na televisão aberta pelo canal TV Brasil a partir de 17 de abril de 2014 e posteriormente transmitido pela Nickelodeon no Brasil e demais países da America Latina na televisão paga em 13 de outubro de 2014. A série é baseada no filme homônimo lançado em 2007, é transmitido no Canal Panda em Portugal a partir de 17 de maio de 2013, a série retirou do Canal Panda em 2014 e a emissora mudou para RTP 2 e Cartoon Network Portugal, mas em 31 de dezembro de 2015 a série voltou para o Canal Panda e logo após a emissora Copiou a série para a emissora Nickelodeon Portugal.

## Sinopse
A trama se passa na Vila dos Brichos, uma comunidade na qual os moradores são diversos animais da fauna brasileira, e acompanha as desventuras e cotidiano do jaguar Tales, o quati Jairzinho, o tamanduá Bandeira e O joão de barro Dumontzinho juntamente com os demais moradores da vila, seja no âmbito social, educacional ou musical.

## Personagens

### Principais
- Tales - É o líder da turma, um Jaguar que adora corridas de bicicleta, skate ou discursar para convencer seus amigos a entrar em alguma aventura. Ser filho dos professores Jaguar e Oncília é algo que o incomoda muito, embora adore seus pais. Tales também é secretamente apaixonado por Maya. Tales odeia ficar parado e está sempre lendo, vendo um filme, praticando esportes, acampando ou cuidando de Têmis, sua irmãzinha.
- Jairzinho - É o filho adotivo da anta D. Gina, um quati resmungão, sensível e gozador que desenha muito bem. Jairzinho tem orgulho de usar o chapéu que era do seu pai e a câmera fotográfica que era da sua mãe, exploradores que desapareceram nas cavernas da Vila dos Brichos.
- Bandeira - Tímido, mas bem-humorado, é o grande "nerd" da turma. Um tamanduá bandeira que vive na frente do computador e por isso sempre está acima do peso. Seu cabelo comprido é um misto de relaxo com uma certa provocação ao seu pai - Olavo - militar aposentado e ultra-nacionalista.
- Dumontzinho - O gênio da turma, um filhote de joão-de-barro que sabe tudo sobre tudo, em profundidade. Rivaliza com seu pai, o grande inventor P. Dumont, em termos de criatividade e conhecimento científico. Como ¨mente sã em corpo são¨ é o seu lema e também é fera em aikido e capoeira.

### Secundários
- Ratão - Um bandido da Vila dos Brichos. um rato que vai do ódio mortal à súplica mais chorosa em questão de segundos e seu lema é "O mundo é dos espertos". Vive tentando dar o grande golpe e puxar o filho Ratãozinho para o seu lado. (obs.: Ratão e seus capangas têm o rabo cortado, pois está preso em algum lugar).

- Patrícia "Paca" - uma Paca cor-de-rosa, cujo é a tecladista do grupo "Sombricas", uma patricinha superficial que adora chamar atenção. Paca também tem dificuldades nos estudos, mas ela sempre dá um jeito. Além disso, Paca é filha pais divorciados: seu pai é um rico fazendeiro que sempre lhe manda dinheiro e sua mãe vive em Miami.
- Michele "Mica" - É a cantora da banda "Sombricas", uma Mico-leão-dourado talentosa, porém geniosa, que vive em busca do sucesso. Mica também disputa com Tales a liderança das turmas.
- Jaqueline "Jaca" - É a consciência política em pessoa, uma jacaré-açu que está sempre envolvida com alguma causa nobre. É a baterista e principal compositora do grupo musical "Sombricas". Jaca está sempre tentando puxando o assunto para paz, ecologia e etc. Jaca tem vergonha das suas gordurinhas de , mas não resiste à geladeira que, segundo ela mesma, é a única contribuição do capitalismo.

- Jaguar - É o grande líder da Vila dos Brichos e também professor da Escola. Jaguar é sempre cordial, paciente e tranquilo, mas vira uma fera quando vê algum ato de injustiça ou de ameaça à harmonia da sua comunidade, ou família. Está sempre envolvido com pesquisas e tecnologia, sendo grande amigo de P. Dumont e Rubinelson, com quem faz documentários.
- P. Dumont - Um João-de-barro inventor que sempre está à frente do seu tempo. Mais inteligente que ele só mesmo seu filho-prodígio Dumontzinho, cujo único desgosto que lhe dá é ser discípulo de Madame Ísis, a mística que vive no rio.

- Rubinelson - Um grande amigo de Jaguar e P. Dumont. Rubinelson é um jacaré-açu atrapalhado, pai orgulhoso de Jaca e que possuí um balão dirigível que usa para promoções, propaganda, filmagens e para ajudar nas pesquisas de P. Dumont e Jaguar.

- Madame Ísis - Uma arraia com poderes sobrenaturais, conhecendo a fundo o "espírito da floresta". Passa boa parte do tempo isolada em sua toca, mas sempre entra em cena quando seus poderes e sua intuição são necessários. Ísis se conecta com o mundo através da água, tendo até discípulos em outros países pelo mundo.

- Pandinha- Mei Pandin ou "Pandinha" é uma panda gigante da China que veio pro Brasil e teve sua participação em Brichos - A Floresta é Nossa. E já apareceu em um dos episódios da série.

### Outros
- Oncília - A esposa de Jaguar e mãe de Tales. Oncília é uma jaguar, professora de matemática muito racional que nunca perde sua clareza e tranquilidade.
- Juju Camaro - Uma simpática, porém agitada, uma Papagaio apresentadora do programa "Juju Camaro". Juju é uma coroa ¨perua¨ enxuta que possuí a maior audiência televisiva da Vila dos Brichos.
- Dona Gina - É a mãe adotiva de Jairzinho, ela é uma Anta cor-de-rosa que nunca teve filhos nem nunca se casou, mas adotou Jairzinho por ser muito amiga dos pais dele. Ela trabalha como revendedora de produtos de beleza e acha-se gorda demais, sempre fazendo regime. Gina é super exagerada em suas ações e está sempre disposta a ajudar todo mundo.
- Dra. Sula - É a guardiã da justiça e dos bons costumes da Vila dos Brichos. Dra. Sula é a juíza da cidade, uma águia sempre sisuda, com um gênio difícil, que enxerga longe e que está sempre desconfiada.
- Olavo - Um militar aposentado e pai de Bandeira. É ultra-nacionalista chegando ao ponto da xenofobia. Não pode comer doces por questões de saúde e vive elogiando o Brasil e a Vila dos Brichos de forma exagerada.
- Sam Baldeagle - Um executivo internacional e parceiro de Ratão nas muitas mutretas que eles aprontam. Sam é uma águia-careca que anda sempre impecável.
- Maya - Uma Tigre-de-bengala que é uma das discípulas de Madame Ísis. Maya é uma estudante de Yoga da Índia que veio ao Brasil para compreender melhor o espírito da floresta. Embora sua família cobre sua volta, Maya está querendo ficar, pelo seu desenvolvimento pessoal e por ter se encantado com Tales.
- Mr. Birdestroy - É um Bull terrier que é o antagonista principal de Brichos - A Floresta é Nossa ele é o ganancioso chefe e empresário da agência "Brainforest", Nas primeiras cenas do filme ele é visto usando uma máscara de oxigênio semelhante ao de Darth Vader.
- Al Corcova - É o outro antagonista de A Floresta é Nossa, ele é um Dromedário terrorista que planeja roubar o aquecimento global.
- Fernan - É um dos capangas do Ratão ele é um Basset Hound amarelo.
- Barba - É Um gato cujo é o outro capanga do Ratão.
- Abdul-Aziz - É um calango que é o chefe de uma gangue chamada Lagaregues.
- James Bode - É um bode que é um agente secreto do governo Britânico, ele é uma paródia de James Bond.
- O Gato - É um Siamês (gato).

## Episódios
Ao todo, a série conta com 13 episódios de 11 minutos de duração cada um, totalizando 143 minutos de duração.

### 1ª Temporada (2014)
- 01. Vírus Maldito
- 02. O Jogo Do Bricho
- 03. Alarme Sonoro
- 04. Amando Pacas
- 05. A Boa Forma
- 06. Aniversário da Dona Gina
- 07. O Profeta
- 08. A Prova
- 09. A Velhice Está Chegando
- 10. Água
- 11. Cinema no Limite
- 12. O Presente do Tales
- 13. Ciências Vs Magia

## Filmes
| Título                       | Estreia                |
| ---------------------------- | ---------------------- |
| Brichos                      | 2 de fevereiro de 2007 |
| Brichos - A Floresta é Nossa | 28 de outubro de 2011  |
| Brichos 3 - Megavírus        | 20 de julho de 2023    |

## Transmissão
| País        | Emissora(s)        | Título  | Exibição original     |
| ----------- | ------------------ | ------- | --------------------- |
| Brasil      | TV Brasil          | Brichos | 17 de abril de 2014   |
| Brasil      | TV Cultura         | Brichos | janeiro de 2017       |
| Brasil      | Nickelodeon Brasil | Brichos | 13 de outubro de 2014 |
| Argentina   | Nickelodeon HD     | Brichos | 2014                  |
| Paraguay    | Nickelodeon HD     | Brichos | 2014                  |
| Venezuela   | Nickelodeon HD     | Brichos | 2014                  |
| Uruguay     | Nickelodeon HD     | Brichos | 2014                  |
| Panamá      | Nickelodeon HD     | Brichos | 2014                  |
| México      | Nickelodeon HD     | Brichos | 2014                  |
| Bolivia     | Nickelodeon HD     | Brichos | 2014                  |
| Perú        | Nickelodeon HD     | Brichos | 2014                  |
| Puerto Rico | Nickelodeon HD     | Brichos | 2014                  |
| Colombia    | Nickelodeon HD     | Brichos | 2014                  |
| Honduras    | Nickelodeon HD     | Brichos | 2014                  |
| Ecuador     | Nickelodeon HD     | Brichos | 2014                  |
| Chile       | Nickelodeon HD     | Brichos | 2014                  |
| Costa Rica  | Nickelodeon HD     | Brichos | 2014                  |
| Portugal    | Canal Panda        | Brichos | 17 de maio de 2013    |